# هانس بلوم (فيلسوف)
هانس بلوم (بالهولندية: Hans Blom)‏ هو فيلسوف هولندي، ولد في 25 أبريل 1947 في زاندفورت في هولندا.